# Huta Lombang (Puncak Sorik Marapi)
Huta Lombang is een bestuurslaag in het regentschap Mandailing Natal van de provincie Noord-Sumatra, Indonesië. Huta Lombang telt 756 inwoners (volkstelling 2010).